# Rolls-Royce Silver Spirit

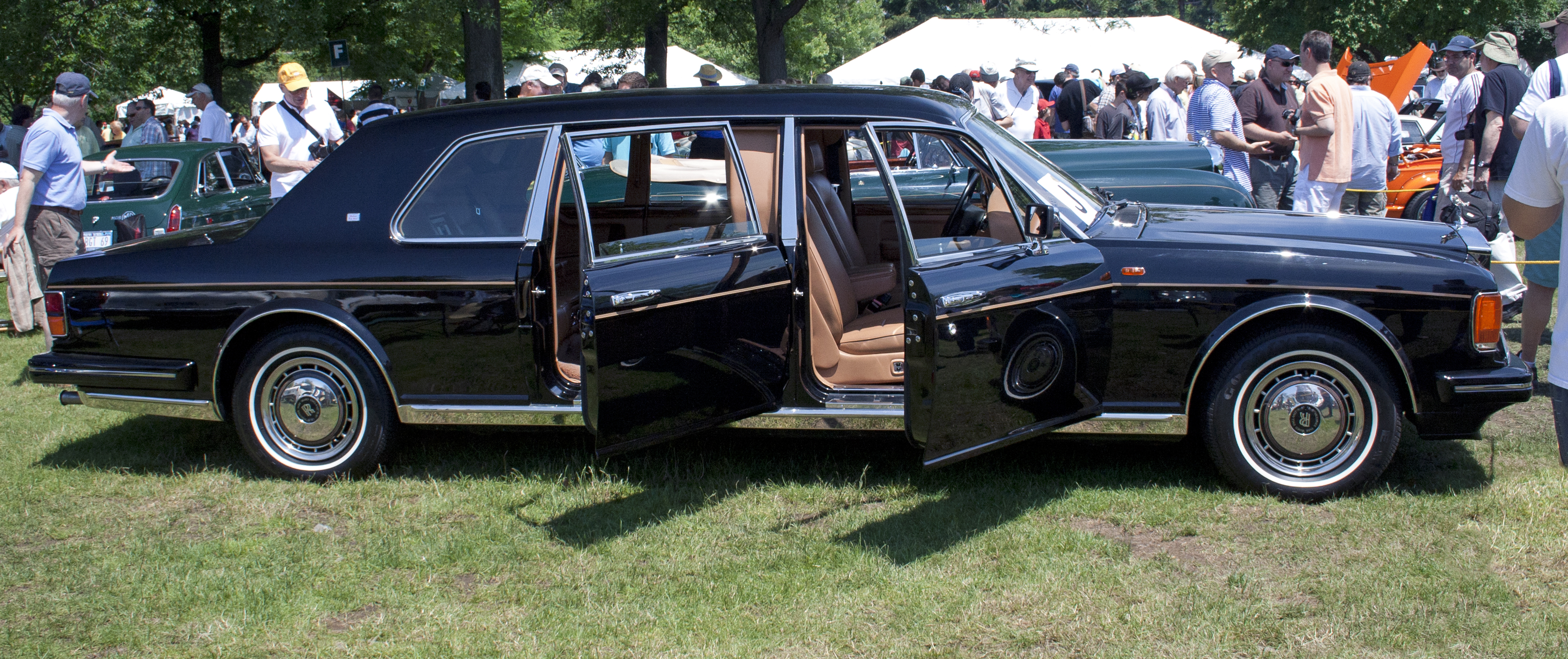
1993 Rolls-Royce Silver Spur II Touring Limousine

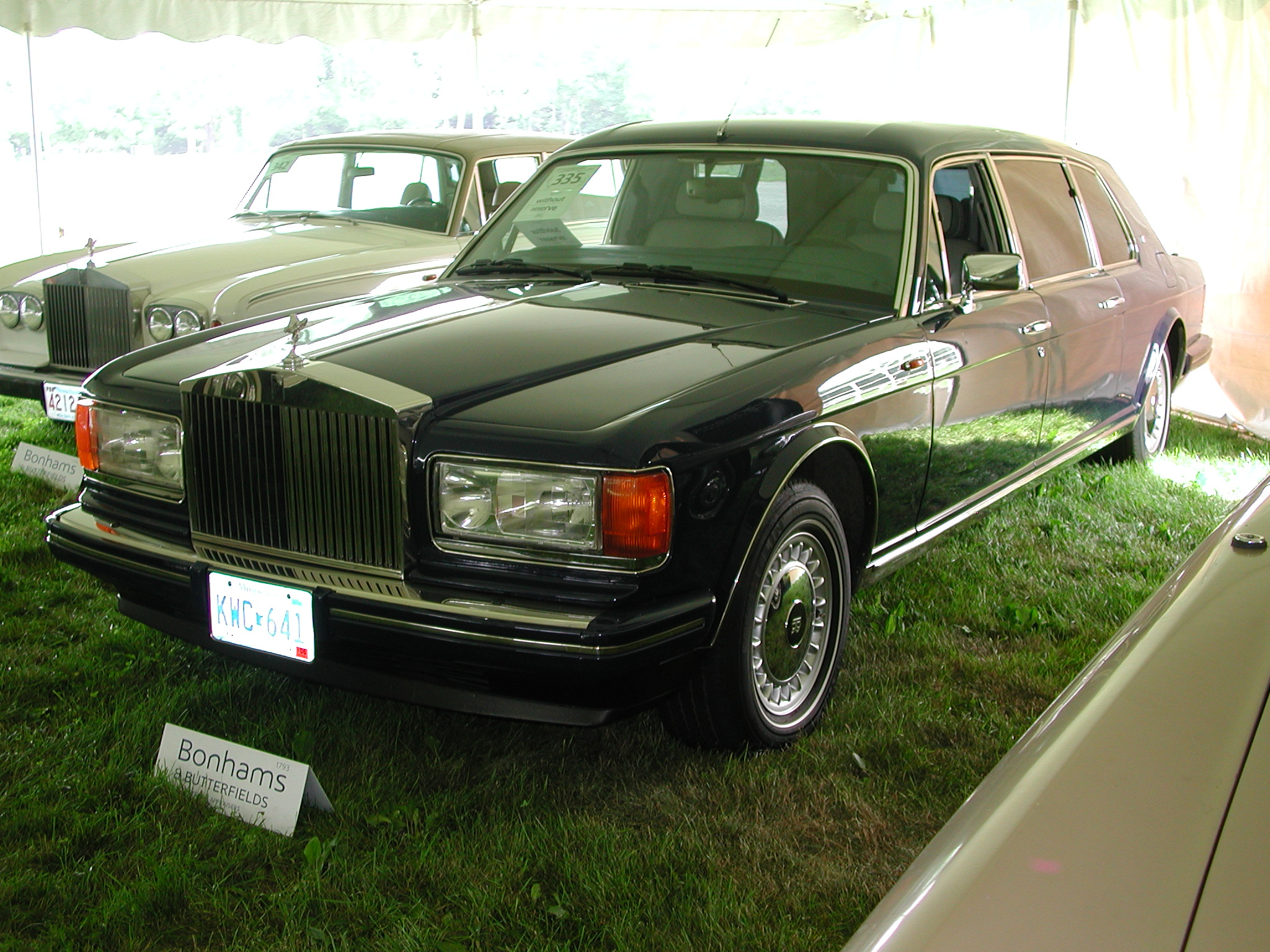
1994 Rolls-Royce Silver Spur III Armoured Touring Limousine

Rolls-Royce Silver Spirit — полноразмерный люксовый автомобиль, выпускавшийся с 1980 по 1997 год компанией Rolls-Royce Motors в Кру, Англия. Это первая модель серии SZ. Silver Spur — длиннобазная версия Silver Spirit, выпускавшаяся с 1980 по 2000 год. Silver Spirit являлся первым автомобилем с «Духом экстаза»: подпружиненный талисман опускался в радиаторную решётку, если его снимали с места.

## Mark I
Модель Silver Spirit была представлена компанией Rolls-Royce в 1980 году как первая модель нового поколения. Silver Spirit стал основой для серий Flying Spur, Silver Dawn, Touring Limousine, Park Ward и Bentley Mulsanne/Eight. Spirit/Spur унаследовал базовую конструкцию Silver Shadow, двигатель L410 V8 объёмом 6,75 л и трёхступенчатую автоматическую трансмиссию THM400 от GM, а также цельный кузов, изготовленный компанией Pressed Steel по дизайну Camargue от Pininfarina.

Модель Spur/Spirit является преемником Silver Shadow. Акцент на качестве езды был сделан за счёт использования гидропневматической самовыравнивающейся подвески, модифицированной автоматической гидравлической системой регулировки дорожного просвета Girling и амортизаторами с газовым подпором. В США из-за давних правил устанавливались герметичные фары, в то время как европейские законы позволяли устанавливать более современные композитные фары. 

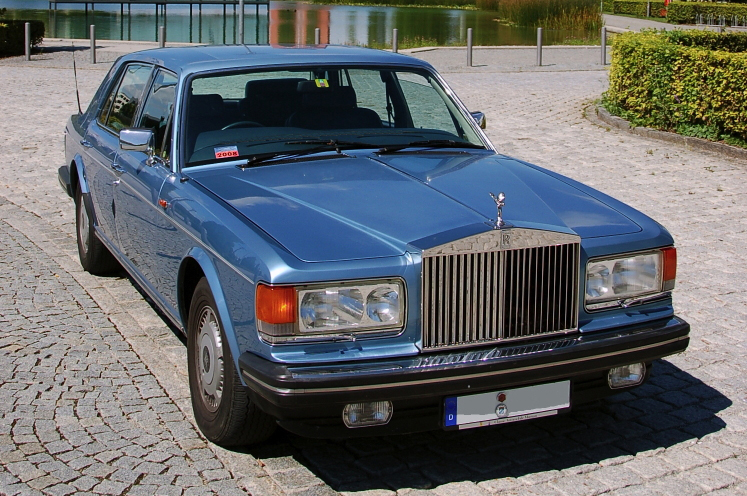
1982 Rolls-Royce Silver Spur (Европа)
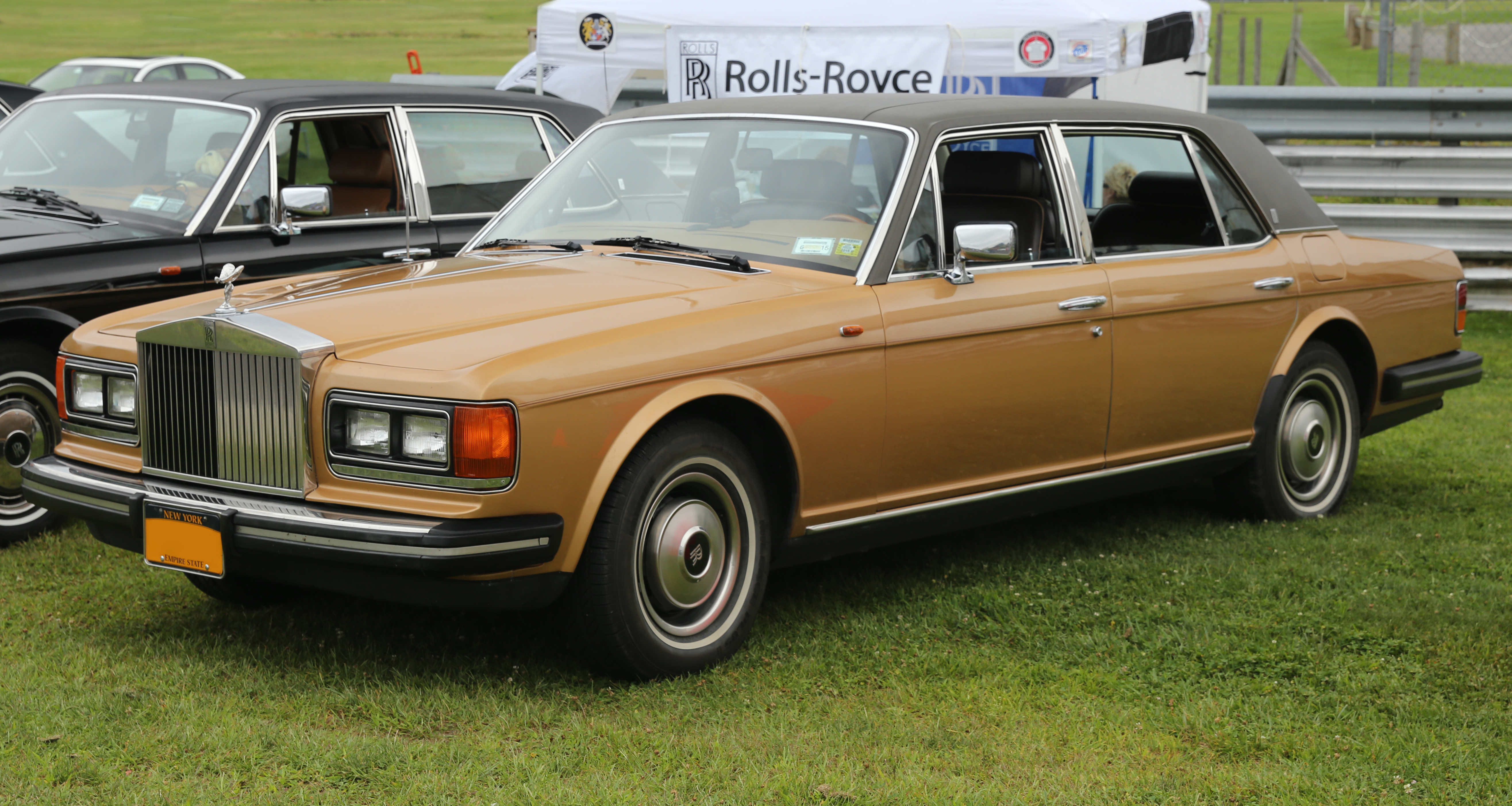
Вид спереди
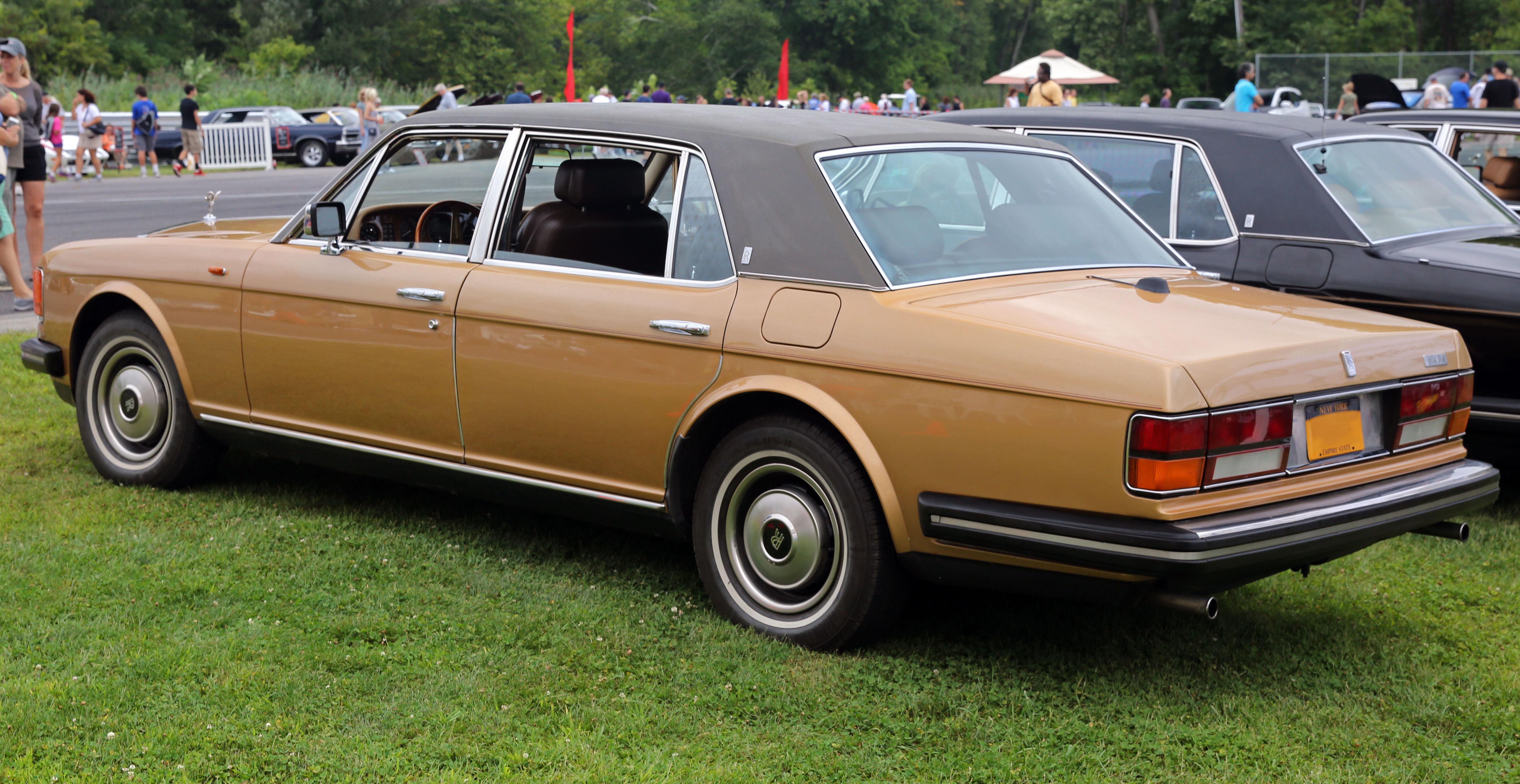
Вид сзади
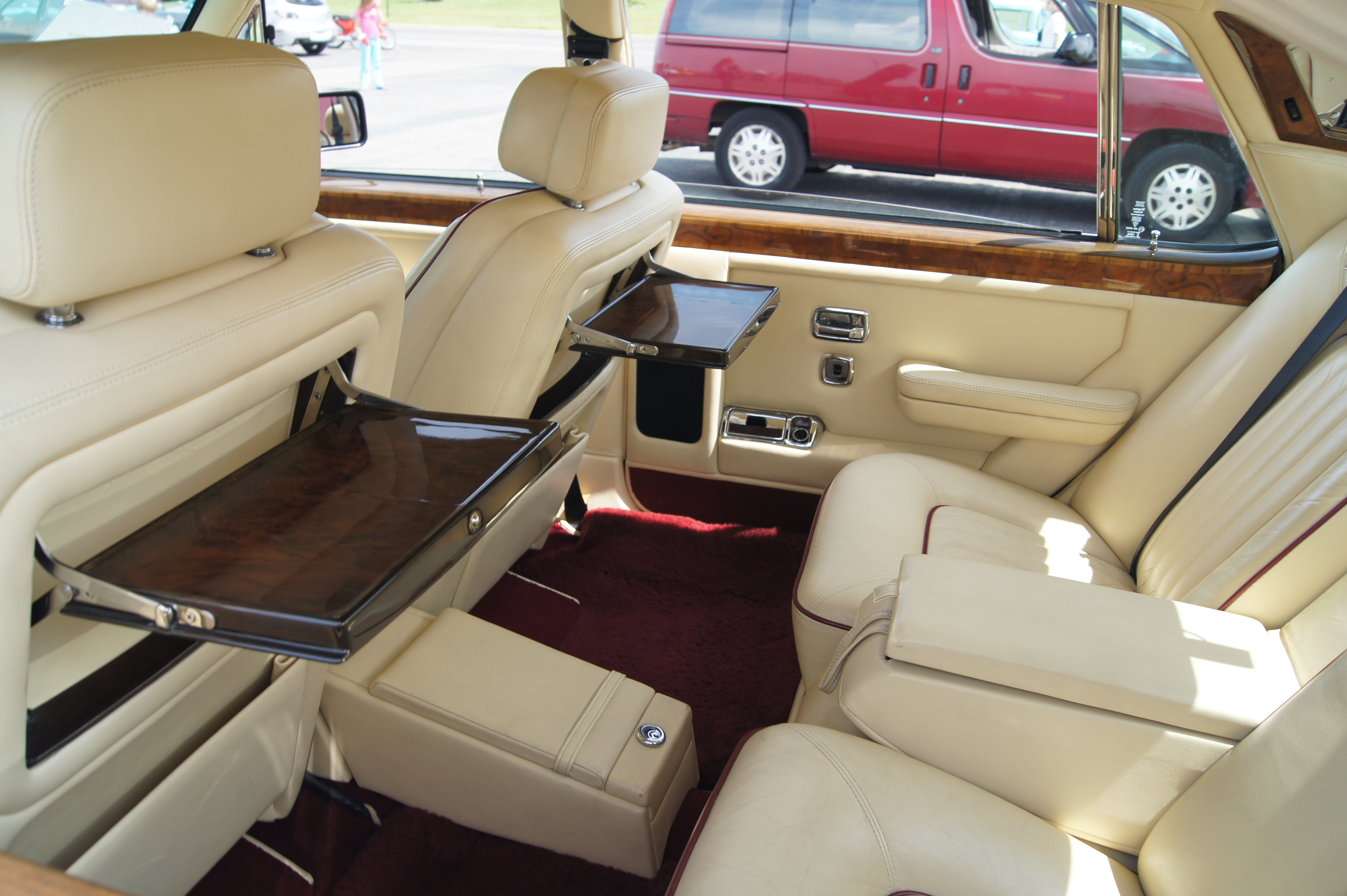
Задние сиденья
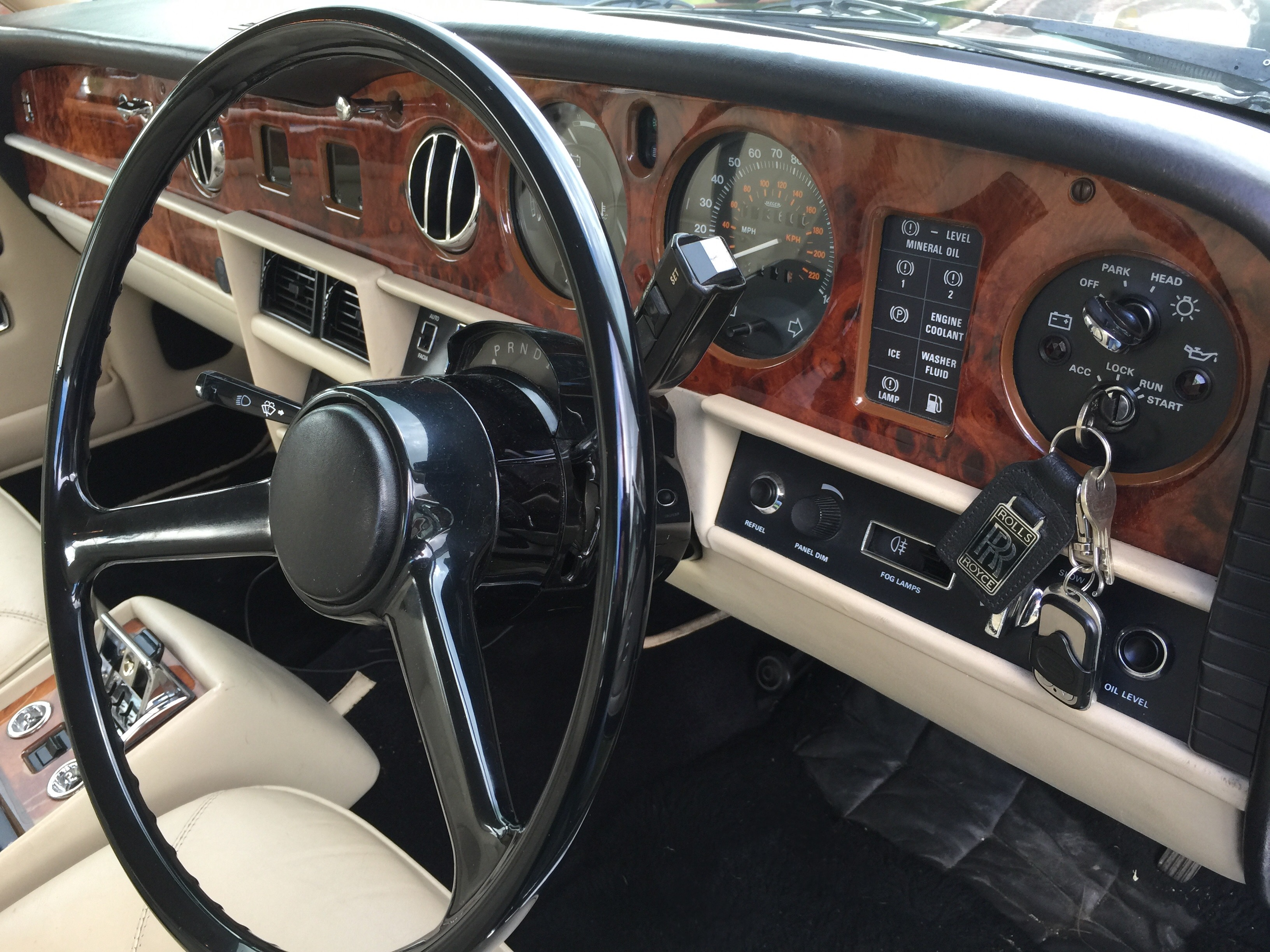
Приборная панель
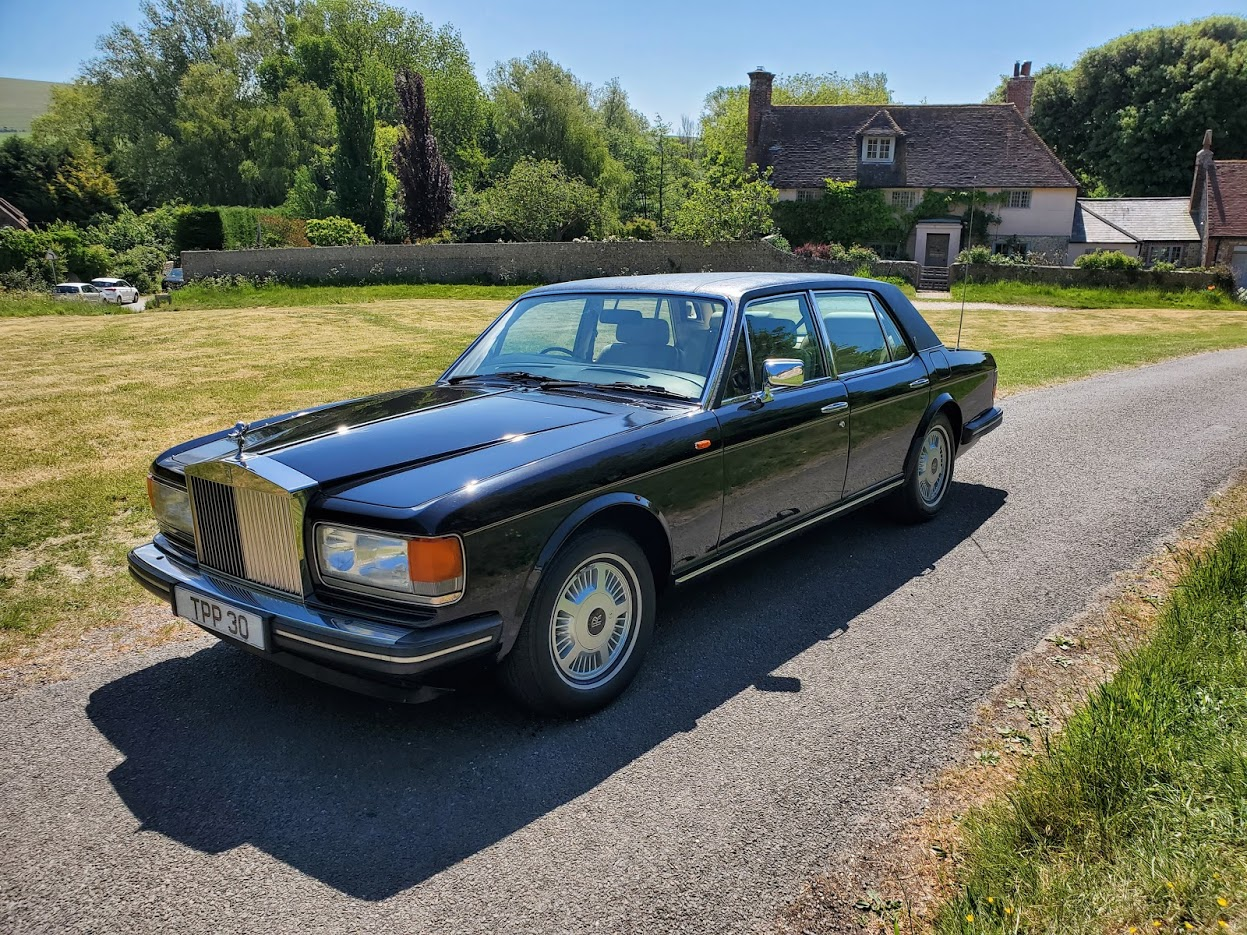
1986 Silver Spirit
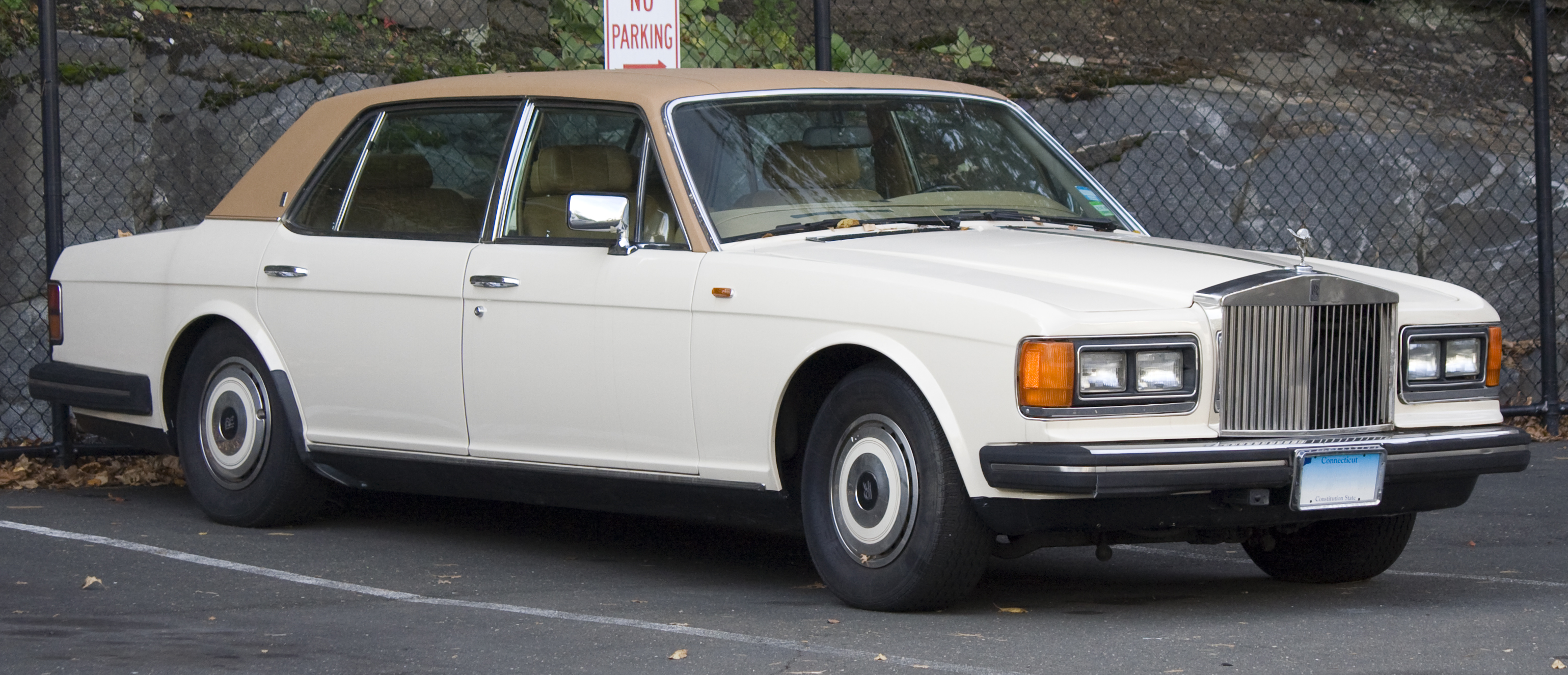
1987 Silver Spirit с фарами от американских автомобилей

## Mark II

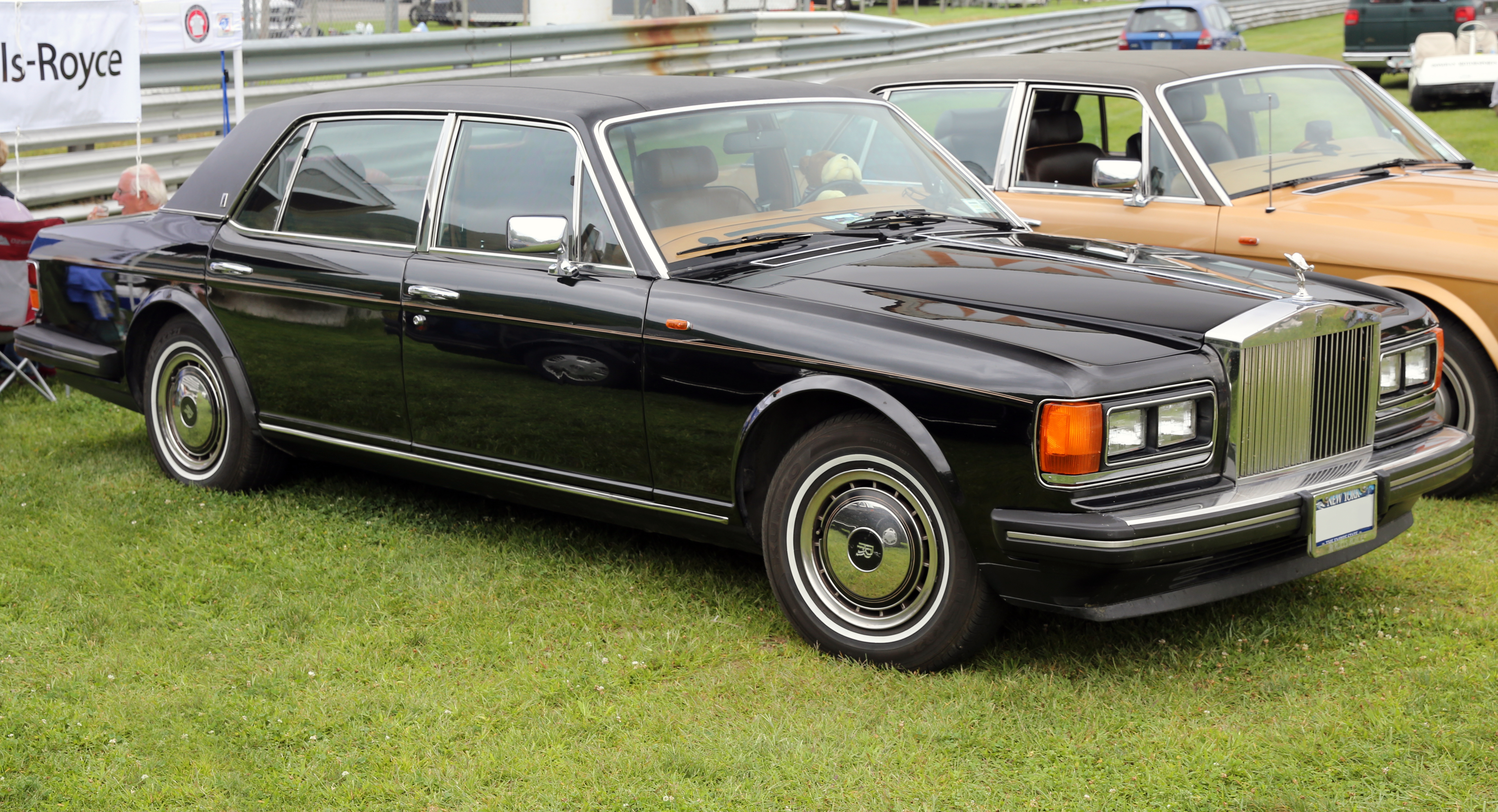
1990 Rolls-Royce Silver Spur II (США)

Silver Spirit II и Silver Spur II, представленные в 1989 году на Франкфуртском автосалоне, являлись усовершенствованными версиями оригинальных моделей. Больше всего изменений претерпела конструкция подвески: была представлена система автоматической регулировки подвески — полностью автоматическая система, которая регулировала амортизаторы на всех четырёх колёсах в режиме реального времени. Другие обновления — внедрение ABS и впрыска топлива в стандартную комплектацию всех моделей и рынков. Последним автомобилем Mark I Silver Spirit/Spur с шасси KCH27798 стал автомобиль Mark II с номером 29001. Система впрыска топлива — Bosch MK-Motronic.
Изначально на модели устанавливалась трёхступенчатая коробка передач Turbo Hydramatic GM400, как и на более ранних моделях Spirit/Spur, но зимой 1991 года была представлена четырёхступенчатая автоматическая трансмиссия GM 4L80E. Объём топливного бака также был увеличен до 107 л, что означало, что запас хода автомобиля теперь превышал 310 миль (500 км).
Изменения в экстерьере и интерьере были минимальными: рулевое колесо стало значительно меньше, а на передней панели появились два дополнительных вентиляционных отверстия, слегка модернизировавшие внешний вид.

## Mark III
Silver Spirit III и Silver Spur III были представлены в 1993 году с усовершенствованным двигателем и некоторыми косметическими изменениями. Новая конструкция впускного коллектора и головок цилиндров увеличила мощность. Параметры системы полуактивной подвески были изменены таким образом, что при износе амортизаторов они по умолчанию переходили в «мягкий» режим (а не в «жёсткий», как в предыдущей модели Mark II, что заметно влияло на качество езды). Внутри появились двойные подушки безопасности, а также независимая регулировка задних сидений.

### Flying Spur

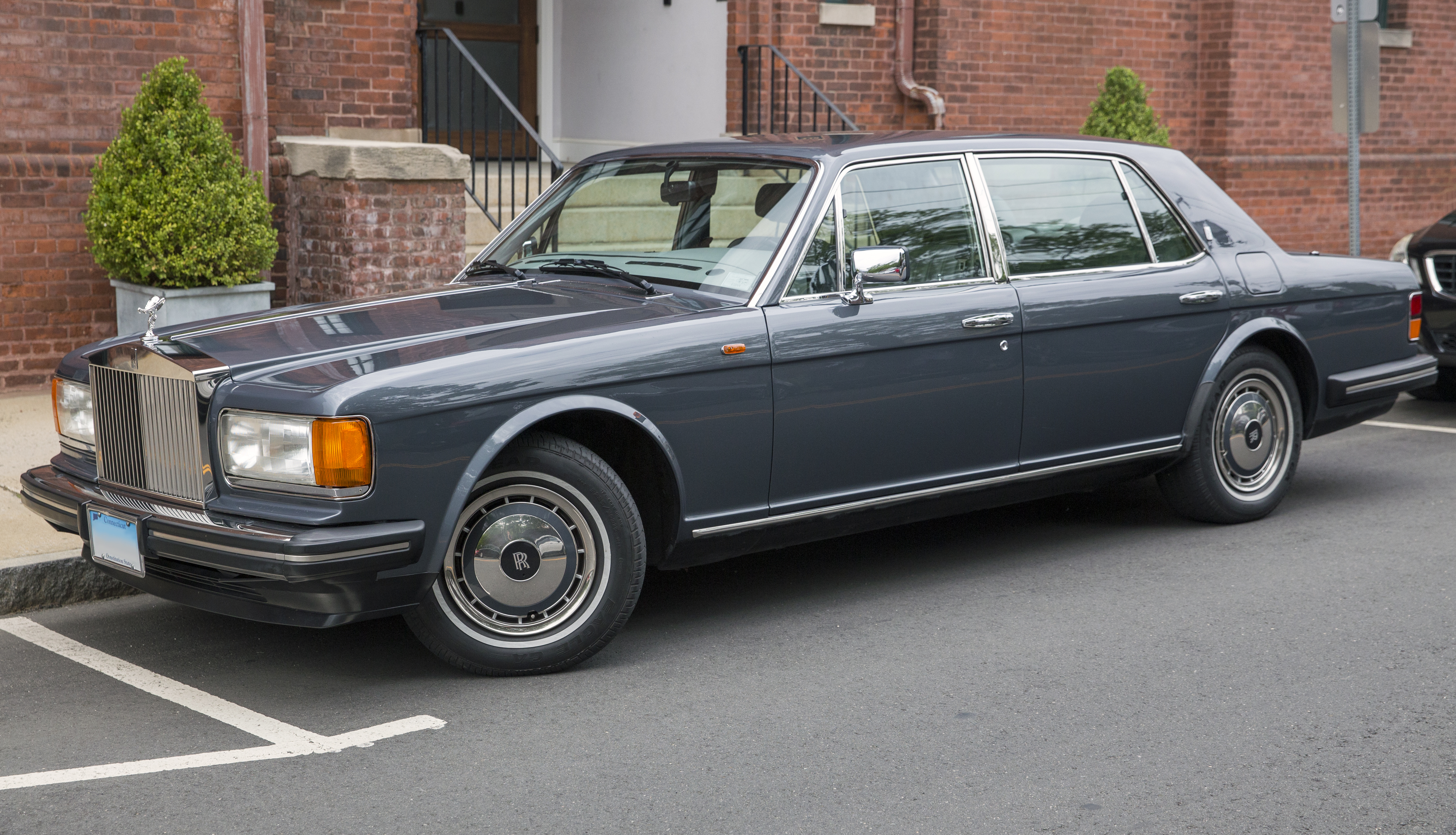
1994 Rolls-Royce Silver Spur III (США)

Модель Flying Spur, выпускавшаяся с 1994 по 1995 год, представляла собой более мощную версию Silver Spur III с турбонаддувом. Было выпущено 134 автомобиля.

### Silver Dawn

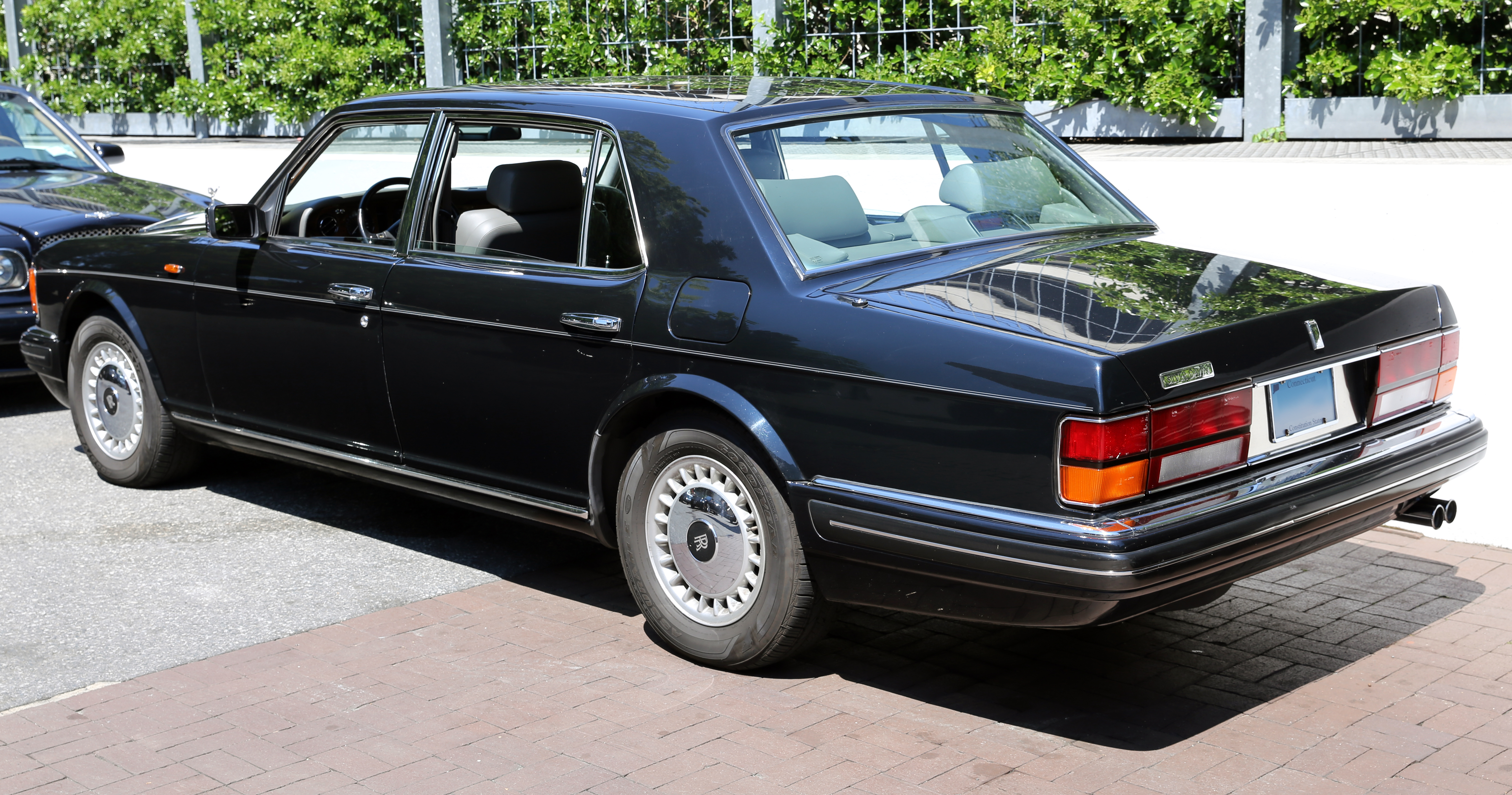
Rolls-Royce Silver Dawn (США)

Silver Dawn — специальная версия Silver Spur III с несколькими дополнительными опциями, такими как противобуксовочная система и подогрев задних сидений. Высота радиатора уменьшена на 51 мм, а размер Spirit of Ecstasy уменьшен на 20 процентов. Новая передняя часть позже появилась у Mark IV. Эта модель появилась на американском рынке на год раньше, чем в других странах.

## Mark IV
New Silver Spirit/New Silver Spur, разработанный осенью 1992 года, стал последней версией Silver Spirit и Silver Spur. Автомобиль был представлен в конце 1995 года.
Было принято маркетинговое решение, что автомобили не должны получать официальное обозначение «series IV», потому что в некоторых дальневосточных языках число четыре является омофоном слова «смерть».
Основные изменения включали внедрение турбонаддува Garrett на всех моделях и замену прежних систем управления двигателем Bosch на системы Zytec. Также были обновлены интегрированные передний и задний бамперы и шестнадцатидюймовые колёсные диски. С 1997 года автомобиль имел длинную колёсную базу в качестве стандартной опции, а лимузины выпускались только в удлинённом исполнении. Внутри была добавлена деревянная колонна, проходящая по центру приборной панели.
Производство Silver Spirit завершилось в 1997 модельном году, хотя отдельные автомобили продолжали выпускаться до 2000 года для использования оставшихся на складе кузовов и деталей.

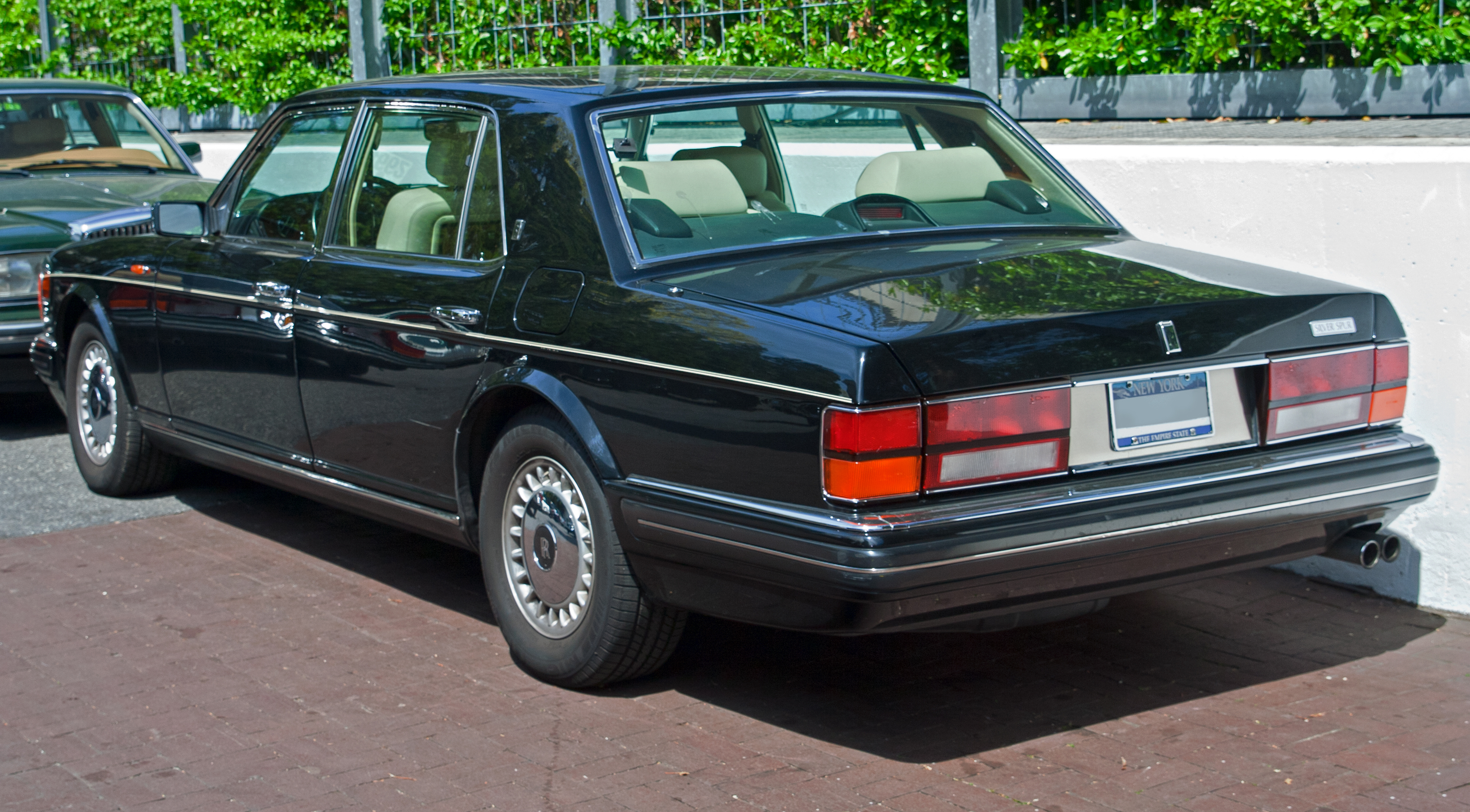
1996 Silver Spur
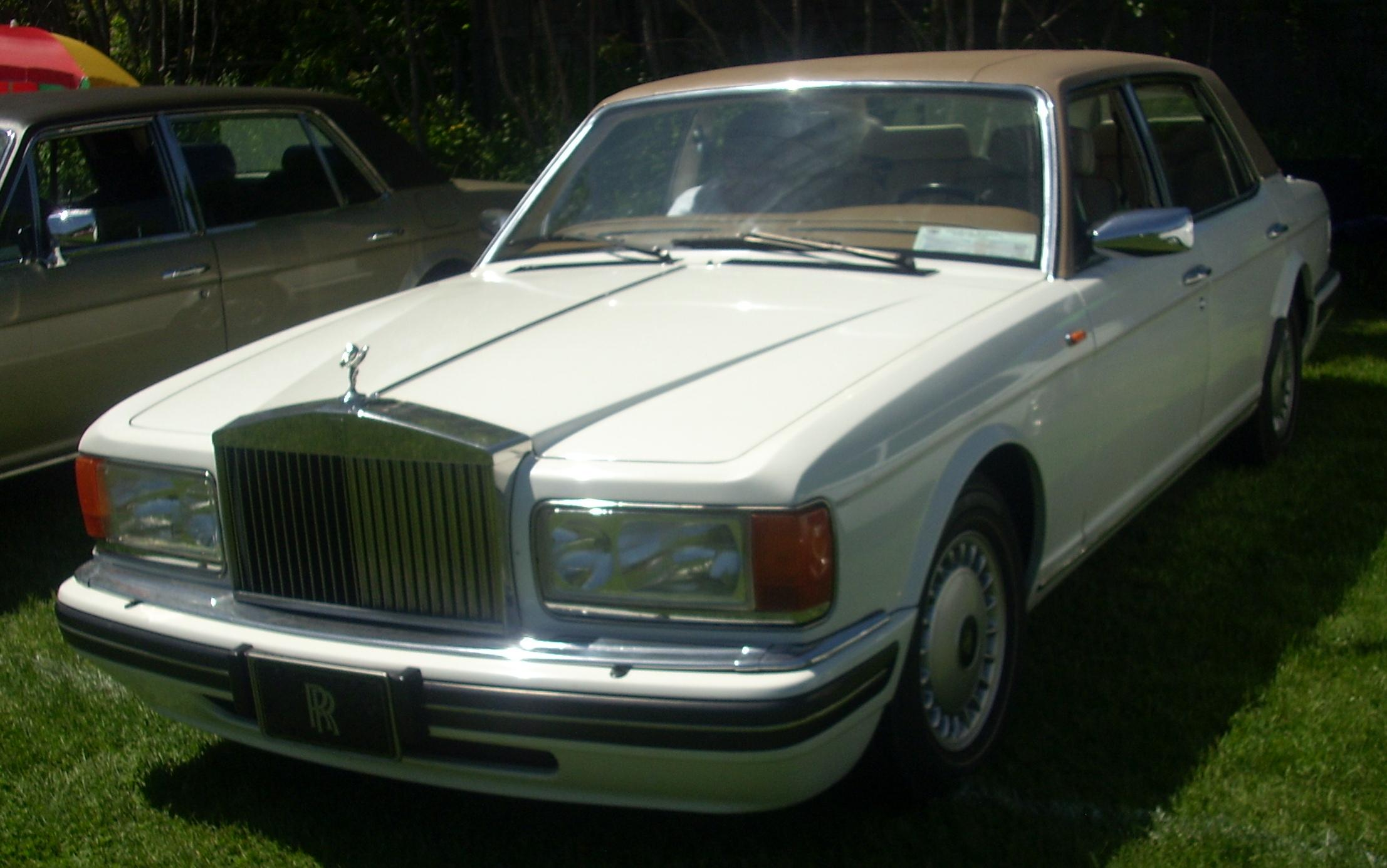
1996 Silver Dawn
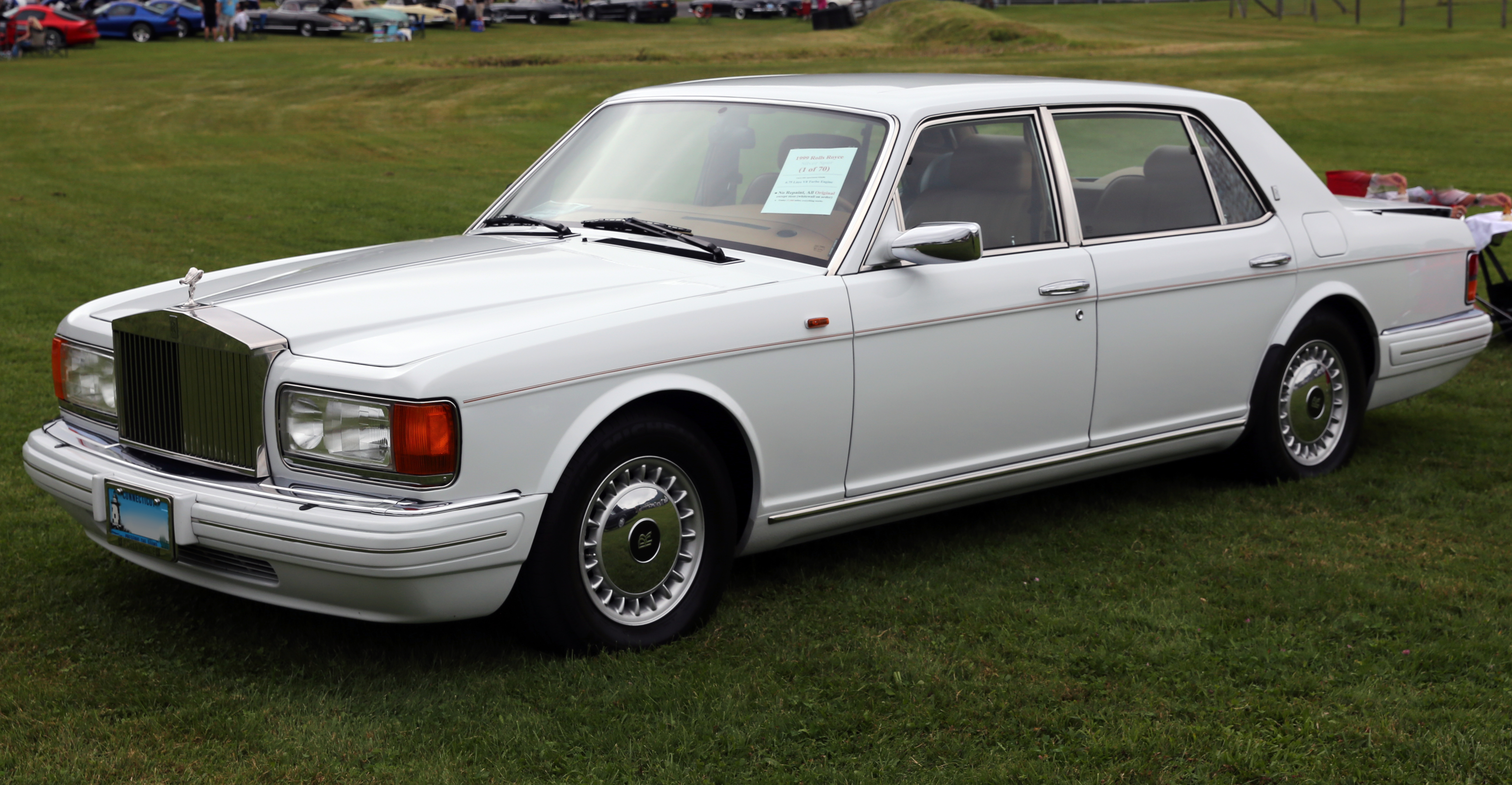
1999 Rolls-Royce Silver Spur (США)

### Park Ward Limousine
Rolls-Royce Park Ward Limousine — ограниченная серия Silver Spur/Spirit mark IV с увеличенной на 610 мм колёсной базой и повышенной на 51 мм крышей. Park Ward заменил лимузин Silver Spur/Spirit Touring. В середине 1998 модельного года название было изменено на Rolls-Royce Silver Spur Park Ward. Сзади имелся значок Park Ward. Стандартное оборудование этой модели включало барную стойку с хрустальными графинами и бокалами, внутреннюю связь, электропривод двери багажника и люк в крыше на заднем сиденье.

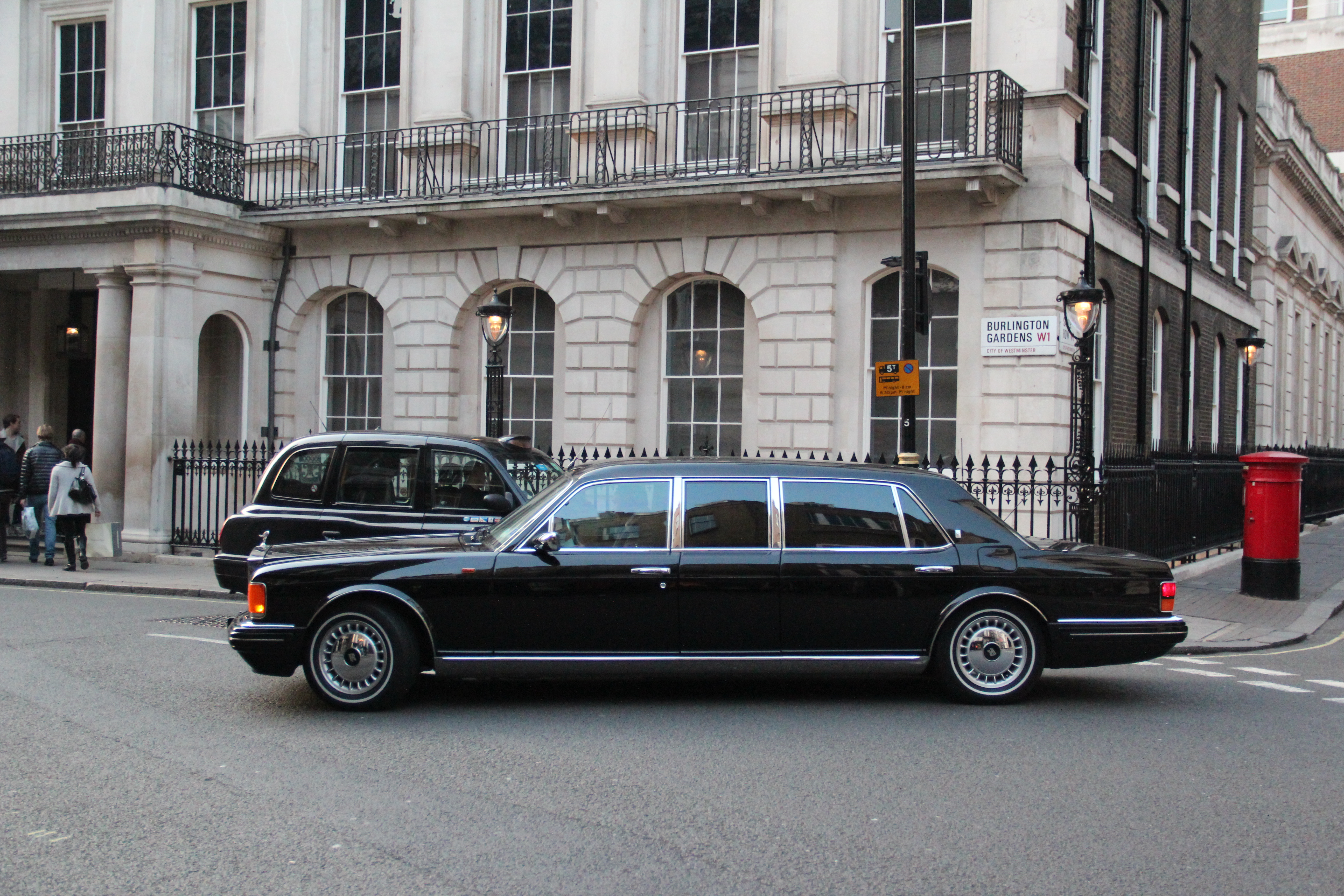
Вид слева
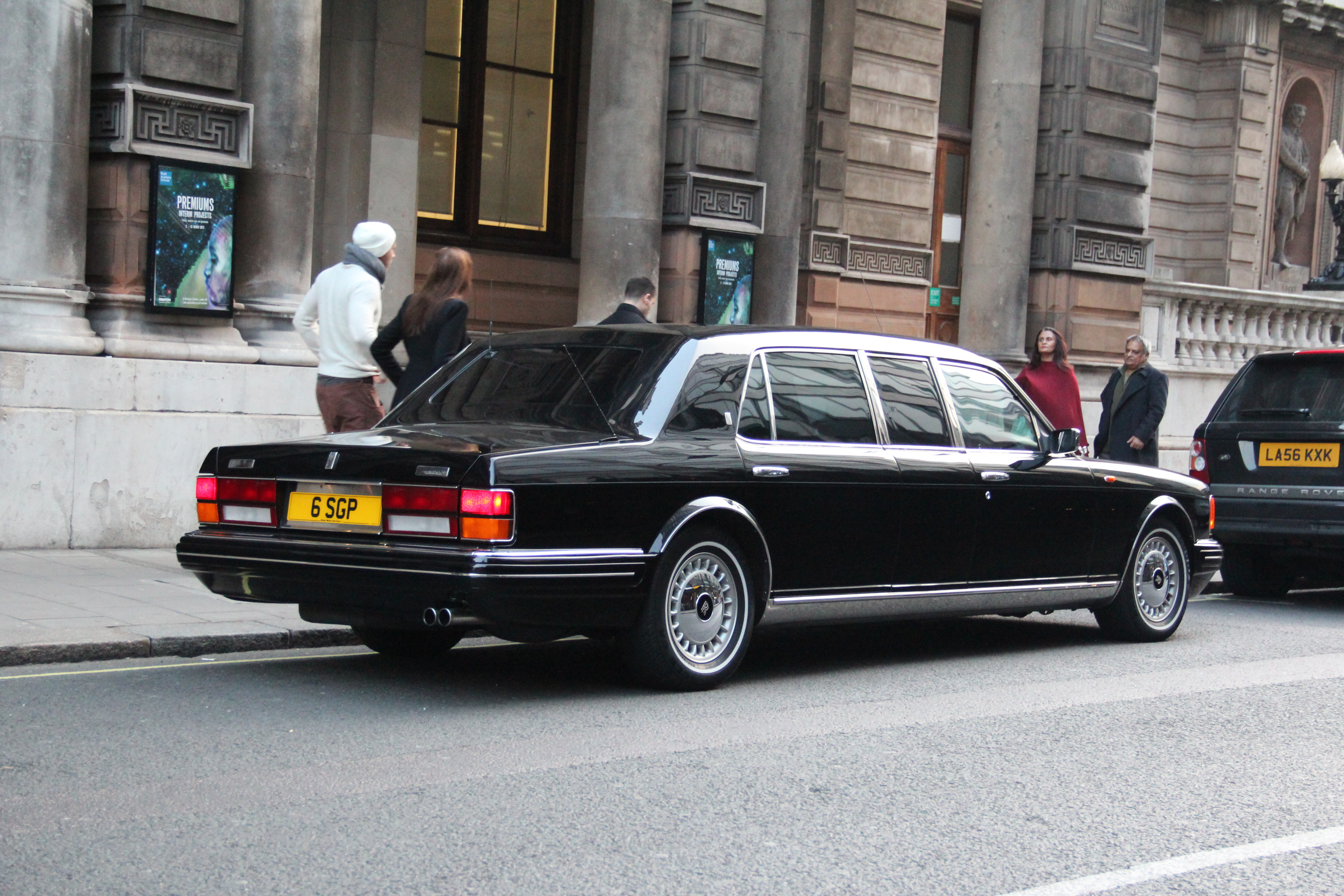
Вид сзади